# Station Plancoët
Station Plancoët is een spoorweghalte in de Franse gemeente Plancoët. Zij wordt bediend door treinen van het netwerk TER Bretagne op het traject Saint-Brieuc - Dinan.